# Солдаты вне времени
«Солдаты вне времени» (англ. Zone Troopers) — кинофильм.

## Сюжет
Зимой 1944 года в лесах Италии четверо американских солдат, единственные выжившие из подразделения, находят инопланетный космический корабль. После непродолжительных поисков они встречаются и знакомятся с его пилотом. Об этом корабле также становится известно и противникам, которые направляют отряд солдат для захвата американцев и инопланетян. Но ни те, ни другие сдаваться просто так не намерены.

## В ролях
- Тим Томерсон — Сержант Патрик Стоун
- Тимоти Ван Паттен — Джоуи Верона
- Арт ЛаФлёр — Миттенс
- Бифф Мэнард — Долан
- Уильям Полтон — инопланетянин
- Макс Турилли — сержант СС Зеллер